# Дмитро Путятич
Дмитро Іванович Путятич (пол. Dymitr Putiatycz, Dymitr Puciatczycz, ? — 1505)— з роду князів Друцьких, князь, 4-й воєвода Київський (1492–1505). Один з перших організаторів козацьких загонів у землях Великого князівства Литовського.

## Короткі відомості
Дмитро Путятич народився у сім'ї князя Івана Семеновича Меншого Путяти Друцького — засновника князівського роду Путятичів, відгалуження удільних друцьких князів, Рюриковичів за походженням.
Вперше згадується в документах під 1467 роком. Був намісником мценським і любуцьким, потім брянським (згаданий в 1486—1488). З 1492 року Дмитро був призначений воєводою у Києві. У джерелах того часу згадується, що князь мав загони черкаських козаків у своєму почті, які служили у місцевих ротах.
Помер Дмитро Путятич бездітним у 1505 році. З ним перервалася старша гілка роду.
Майно Путятича було передано князю Михайлові Глинському, який за заповітом вніс ім'я покійного до Києво-Печерського пом'яника і зробив пожертви на користь Києво-Печерського монастиря. Поховали Путятича у тому ж монастирі.